# Vern G. Williamsen
Vern George Williamsen (11 de junio de 1926 - Oak Ridge, Carolina del Norte, 29 de julio de 2014), hispanista estadounidense.

## Biografía
Obtuvo maestría y doctorado en Tucson (Universidad de Arizona) con tesina y tesis sobre Religion y anticlericalismo en las obras de José Rubén Romero (1964) y A critical edition of Mira de Amescua's No hay dicha ni desdicha hasta la muerte together with an introductory study (1968), respectivamente. Fue profesor de la Universidad de Misuri (Columbia), y miembro fundador de la AHCT (Association for Hispanic Classical Theater). Estudió principalmente la métrica del teatro áureo español, en lo que hizo notables contribuciones, sobre todo en lo que respecta a Antonio Mira de Amescua, algunas de cuyas obras editó. Asimismo, puso a disposición de estudiantes y lectores curiosos numerosos textos dramáticos clásicos españoles de Miguel de Cervantes, Pedro Calderón de la Barca y otros autores en Internet cuando todavía esto no era algo común. Tradujo al inglés La discreta enamorada de Lope de Vega (In love but discreet, Columbia, 1985) y en Internet están disponibles sus versiones de No hay burlas con el amor de Calderón (There Is No Trifling With Love) y La casa del tahúr de Mira de Amescua (Gambler's House). Publicó muchos artículos de su especialidad en Hispania, Hispanic Review, The Modern Language Journal, Bulletin of Comediantes, Neophilologus, Books Abroad, etc. También indagó sobre algunos dramaturgos menores áureos y los poetas Hernando de Acuña y Luis de Góngora y elaboró una bibliografía de estudios sobre Tirso de Molina.

## Obras
- La función estructural del verso en la comedia del Siglo de Oro, Bordeaux: Université de Bordeaux, 1977.
- Minor dramatists of seventeenth-century Spain, Boston: Twayne Publishers, 1982.
- Con Walter Poesse, An Annotated, analytical bibliography of Tirso de Molina studies, 1627-1977, Columbia: University of Missouri Press, 1979.
- Un nuevo códice gongorino, Universidad de Salamanca, 1982.
- Hernando de Acuña y la teoría poética renacentista Ediciones Istmo 1983
- Bibliography of publications on the Comedia, Los Angeles: Bulletin of the Comediantes, 1976.
- Ed. de Antonio Mira de Amescua, La casa del tahúr, Valencia: Univ. of North Carolina (Distribuye Ed. Castalia), 1973.
- Ed. crítica de Antonio Mira de Amescua, No hay dicha ni desdicha hasta la muerte. Columbia, University of Missouri Press [1970]
- Ed. de Juan Ruiz de Alarcón, Don Domingo de Don Blas: (no hay mal que por bien no venga), 1975.
- Trad. de Lope de Vega, La discreta enamorada: In love but discreet, Columbia, 1985.
- «The Versification of Antonio Mira de Amescua's comedias and of some comedias attributed to him», en Studies in Honor of Ruth Lee Kennedy, edición de Vern. G. Williamsen y A. F. M. Atlee, Chapel Hill: Estudios de Hispanófila, 1977, pp. 151-167.
- «The Development of a décima in Mira de Amescua's Theater», Bulletin of the Comediantes, 22, 1970.